# Сунь Юйцзе
Сунь Юйцзе́ (кит. упр. 孙玉洁, пиньинь Sūn Yùjié, род. 10 августа 1992 года) — китайская фехтовальщица, олимпийская чемпионка, чемпионка мира.

## Биография
Сунь Юйцзе родилась в 1992 году в Аньшане провинции Ляонин. С 8 лет начала заниматься фехтованием в Аньшаньской спортшколе. В 2007 году выступала в составе Молодёжной сборной КНР, в 2008 году вошла в национальную сборную. В 2009 году стала чемпионкой КНР и чемпионкой мира среди юниоров, в 2010 году завоевала серебряную медаль Азиатских игр. В 2011 году Сунь Юйцзе завоевала две серебряных медали чемпионата мира по фехтованию, а в 2012 году — золотую и бронзовую медали Олимпийских игр. В 2015 году стала чемпионкой мира в командных соревнованиях.